# Gornja Zleginja
Gornja Zleginja (izvirno srbsko Горња Злегиња) je naselje v Srbiji, ki upravno spada pod Občino Aleksandrovac; slednja pa je del Rasinskega upravnega okraja.

## Demografija
V naselju živi 398 polnoletnih prebivalcev, pri čemer je njihova povprečna starost 47,3 let (45,2 pri moških in 49,4 pri ženskah). Naselje ima 137 gospodinjstev, pri čemer je povprečno število članov na gospodinjstvo 3,34.
|  |

| Demografija | Demografija     | Demografija     |
| Leto        | Št. prebivalcev | Št. prebivalcev |
| ----------- | --------------- | --------------- |
|             |                 |                 |
|             |                 |                 |
|             |                 |                 |
|             |                 |                 |
| 1948        | 739             |                 |
| 1953        | 773             |                 |
| 1961        | 728             |                 |
| 1971        | 648             |                 |
| 1981        | 621             |                 |
| 1991        | 580             | 563             |
| 2002        | 458             | 457             |
|             |                 |                 |

| Etnična sestava po popisu iz leta 2002 | Etnična sestava po popisu iz leta 2002 | Etnična sestava po popisu iz leta 2002 | Etnična sestava po popisu iz leta 2002 | Etnična sestava po popisu iz leta 2002 |
| -------------------------------------- | -------------------------------------- | -------------------------------------- | -------------------------------------- | -------------------------------------- |
| Srbi                                   | Srbi                                   |                                        | 455                                    | 99,56%                                 |
| Jugoslovani                            | Jugoslovani                            |                                        | 1                                      | 0,21%                                  |
| Neznano                                | Neznano                                |                                        | 1                                      | 0,21%                                  |